# Mezium affine
Mezium affine là một loài bọ cánh cứng trong họ Ptinidae. Loài này được Boieldieu miêu tả khoa học năm 1856.

## Hình ảnh

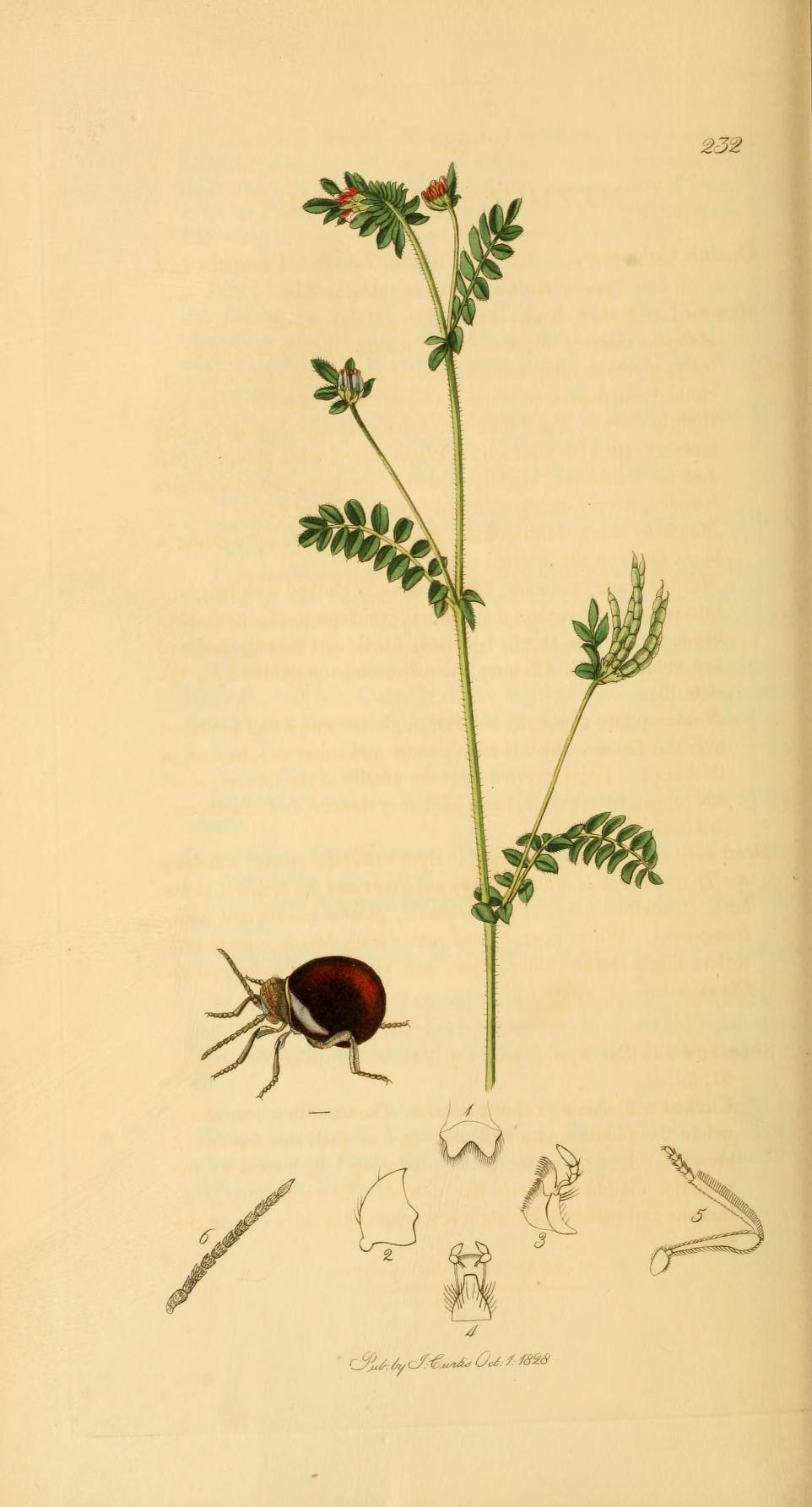
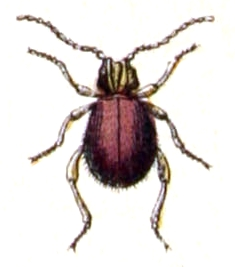